# 哈希姆王子
哈希姆·本·侯賽因（1981年6月10日—）是约旦国王侯賽因一世和他第四任妻子，來自美國的努爾王后的第二名孩子，出生于安曼。根據家譜，王子是伊斯蘭教先知穆罕默德的後裔。2017年1月12日，他被同父异母的哥哥阿卜杜拉二世委任为皇室主要顾问和宫务大臣（Chief Royal Councilor）。

## 生平
哈希姆王子在1981年6月10日生於安曼候賽因國王醫療中心，他来直美国的母親努爾是侯賽因國王的第四任妻子。他有8位同父異母的哥哥及姊姊（其中一位為領養的孩子）；另外有一位哥哥及兩位胞妹。
王子在約旦的名校Amman Baccalaureate School就讀小學，中學則分別在美國的St. Mark's School、Fay School及Maret School就讀。2000年，他跟隨王室傳統到英國的桑德赫斯特皇家军事学院並以優異成績畢業；王子其後先入讀杜克大学但最終在2005年畢業於乔治城大学的埃德蒙·A·沃尔什外交服务学院。
2006年1月6日，哈希姆王子和來自沙特阿拉伯的貴族法赫達·穆罕默德·阿布納揚（Fahdah Mohammed Abunayyan）訂婚並在同年4月15日結婚。夫婦育有三名女兒：哈娜（Haalah bint Al Hashim，2007年4月6日出生）、拉雅特（Rayet bint Al Hashim，2008年7月4日出生）及法蒂瑪（Fatima Al Alia bint Al Hashim，2011年11月5日出生）及一名兒子侯賽因（Hussein Haidara bin Hashim，2015年6月15日出生）。